# Хиперкалциемия
Хиперкалциемията представлява повишено ниво на калция в серума. Среща се при 20 – 30% от болните с напреднало заболяване и костни метастази. Най-често това са болни с недребноклетъчен рак на белия дроб, рак на млечната жлеза, бъбречен или яйчников рак, тумор на главата и шията, мултиплен меланом, лимфоми и левкемии.

## Симптоми
Оплакванията на болните с хиперкалциемия са общи – дехидретиране (обезводняване), слабост, отпадналост, лесно изморяване, сърбеж. Могат да се включат нарушения на нервната система – нарушени и намалени рефлекси, объркване, промяна в съзнанието, кома, увреждане на проксималните (близките) мускули. Може да има храносмилателни нарушения – гадане, повръщане, запек, загуба на тегло. При част от болните има жажда, повишено отделяне на урина, диспепсия (нарушено хранене). Може да се провокират сърдечни нарушения – брадикардия (забавена сърдечна дейност), промени в ЕКГ, аритмия и спиране на сърдечната дейност (арест).

## Лечение
Лечението включва контрол на процеса, предизвикал хиперкалциемията. Освен това е уместно да се оводни адекватно болният, да се намали вносът на калций с храната и медикаментозно – спиране на лекарствата, които водят до повишаване на нивото на калция в кръвта (витамин D и др.) и намаляване и спиране на лекарствата със седативен ефект, които могат да усилят неврологичните симптомии. Оводняването може да се прави през устата или венозно. Може да се използва подходящ диуретик при добре оводнен (рехидратиран) болен с цел по-бързо излъчване на калций с урината.
Има и цяла група лекарства – бифосфонати, които могат бързо и ефективно да нормализират серумния калций, като се рекалцират зоните по костите, обеднели на калций. Чрез тях се постига обезболяване, намалява рискът от счупване на костите и се подобрява качеството на живота.
При кръвните заболявания и рака на млечната жлеза с костнометастатична болест могат да се прилагат кортикостероиди.